# 迪克斯 (紐約州)
迪克斯（英語：Dix）是一個位於美國紐約州斯凱勒縣的鎮。

## 人口
根據2020年美國人口普查的數據，迪克斯的面積為95.08平方千米，當中陸地面積為93.91平方千米，而水域面積為1.17平方千米。當地共有人口3723人，而人口密度為每平方千米39人。